# Sarvinoz Saidxoʻjayeva
Sarvinoz Saidxoʻjayeva (russisch Сарвиноз Саидходжаева; engl. Transkription Sarvinoz Saidhujaeva; * 29. Oktober 1997 in Fargʻona) ist eine ehemalige usbekische Tennisspielerin.

## Karriere
Saidxoʻjayeva spielte vorrangig Turniere der ITF Women’s World Tennis Tour, konnte aber keinen Titel gewinnen.
Bei den meisten Turnieren spielte sie die Qualifikation und erreichte zeitweise die erste Runde des Hauptfelds. Ihr bestes Ergebnis war eine Zweitrundenteilnahme beim mit 10.000 US-Dollar dotierten Turnier von Schymkent im April 2016 im Einzel, sowie Viertelfinal-Teilnahmen im Doppel 2014 in Andijan und zweimal im Februar 2016 in Antalya, sowie im Juni 2016 in Namangan.

### College Tennis
Saidxoʻjayeva spielte 2017 bis 2021 für die Shockers der Wichita State University.

## Persönliches
Sarvinoz ist die Tochter von Sobir und Barno Saidxoʻjayeva und hat zwei Brüder Sanjar und Rizo. Sie studierte 2017 bis 2020 Psychologie und machte ihren Master in Pädagogischer Psychologie an der WSU. Seit Juli 2022 arbeitet sie bei Cornerstones of Care als Foster Care Case Management Specialist.